# Acanthocreagris balcanica
Espèce
Synonymes
- Microcreagris balcanica Hadži, 1939

Acanthocreagris balcanica est une espèce de pseudoscorpions de la famille des Neobisiidae.

## Distribution
Cette espèce est endémique de Grèce. Elle se rencontre vers le mont Athos.

## Systématique et taxinomie
Cette espèce a été décrite sous le protonyme Microcreagris balcanica par Hadži en 1939. Elle est placée dans le genre Acanthocreagris par Mahnert en 1974.

## Étymologie
Son nom d'espèce lui a été donné en référence au lieu de sa découverte, les Balkans.

## Publication originale
- Hadži, 1939 : Pseudoskorpioniden aus Bulgarien. Mitteilungen aus dem Königlichen Naturwissenschaftlichen Institut in Sofia, vol. 13, p. 18-48.